# Citroën Saxo
| Sterne im Euro-NCAP-Crashtest |

Der Citroën Saxo ist ein von Frühjahr 1996 bis Herbst 2003 gebauter Kleinwagen des französischen Automobilherstellers Citroën. Er wurde als Nachfolger des AX von PSA entwickelt und teilt sich viele Bauteile und die Motoren mit dem Peugeot 106.

## Geschichte
Der Saxo kam im Juni 1996 auf den Markt. Es gab ihn als Schräghecklimousine mit drei oder fünf Türen in verschiedenen Ausstattungslinien, von Basis bis hin zum VTS.
Neben verschiedenen Ottomotoren von 33 kW bis 87 kW (45 bis 118 PS) wurde auch ein 1,5-Liter-Dieselmotor mit 40 kW bis 42 kW (54 bis 57 PS) angeboten.

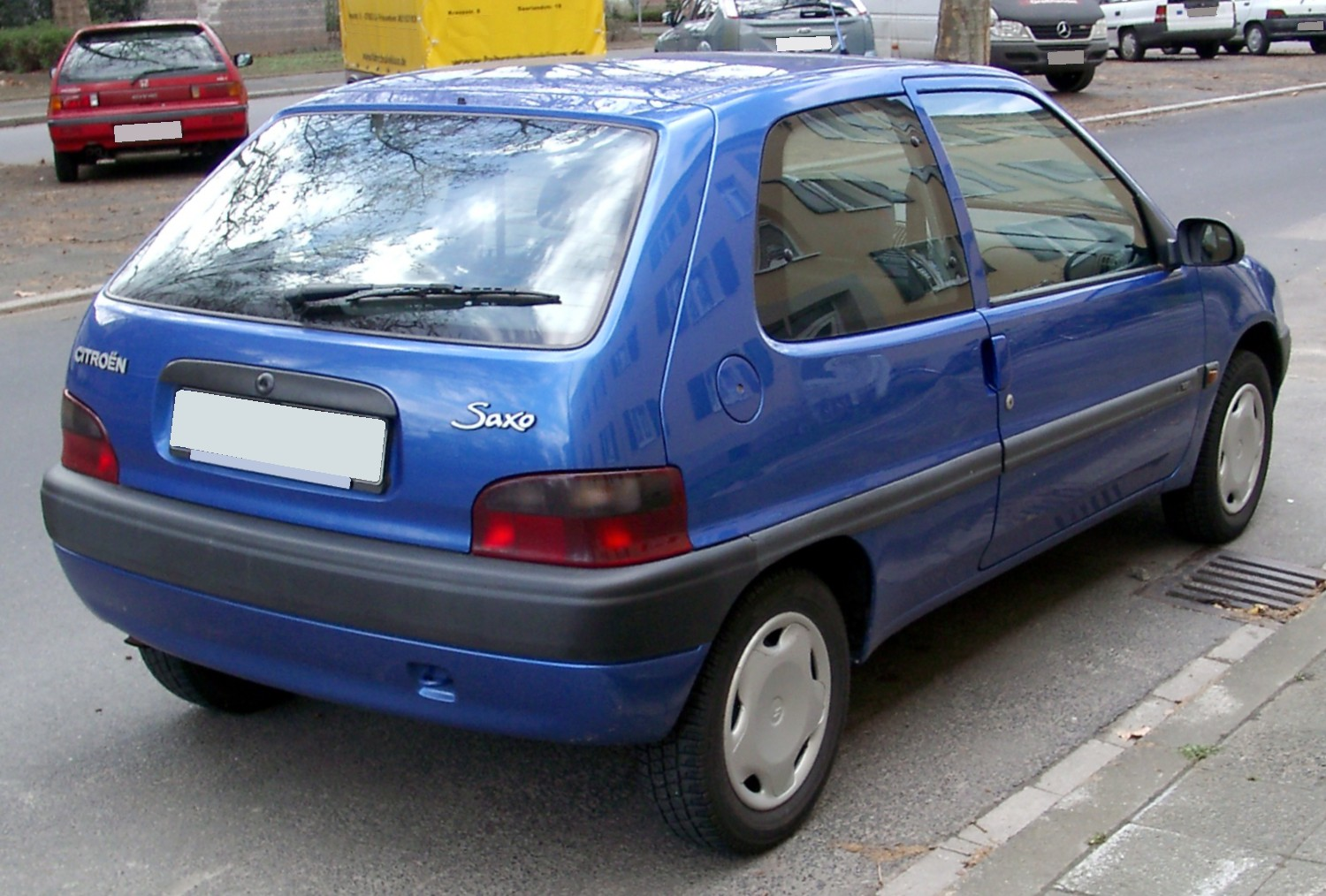
Heckansicht
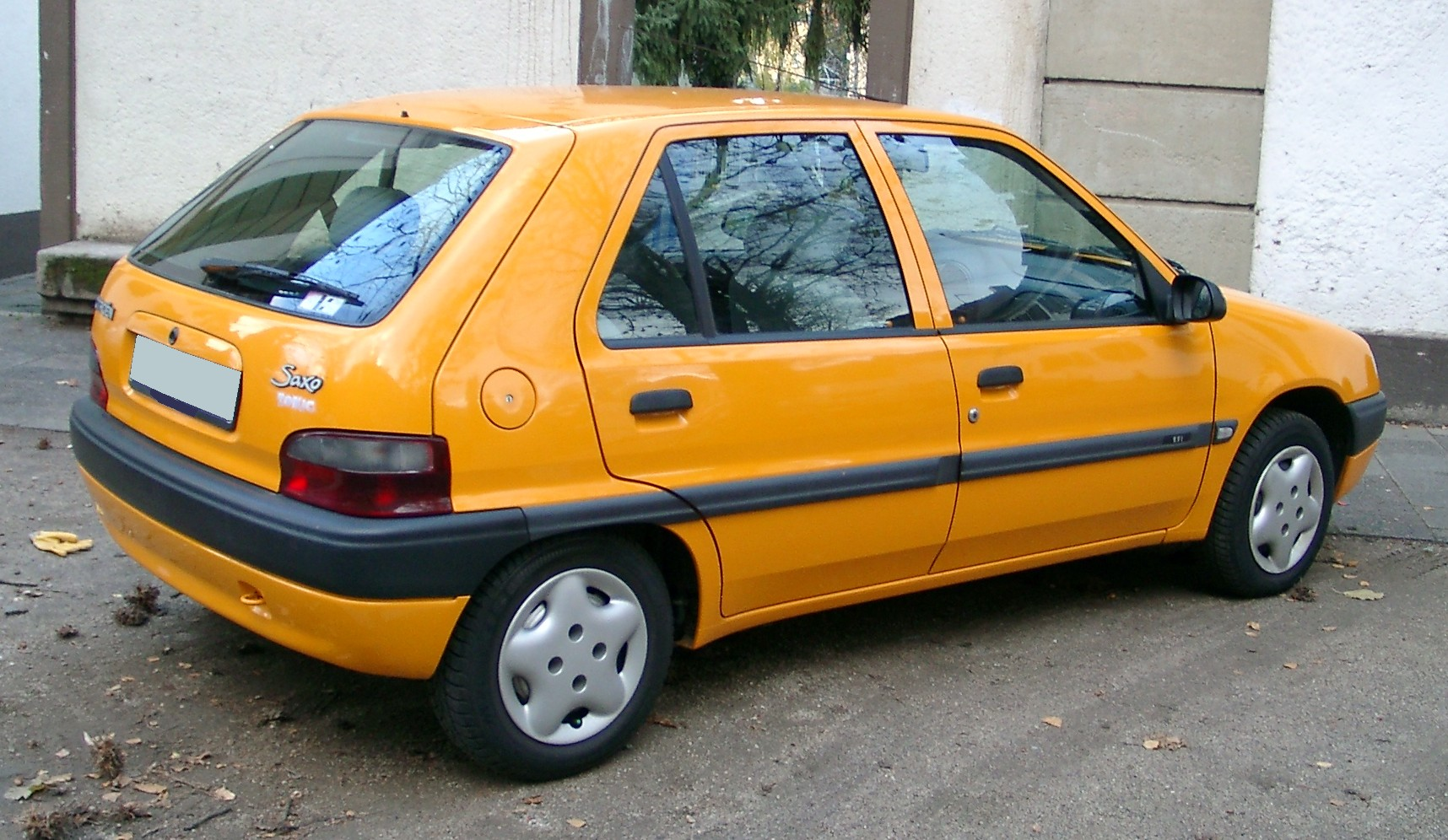
Citroën Saxo Fünftürer (1996–1999)

### Modellpflege
Im September 1999 wurde der Saxo einem Facelift unterzogen. Dabei wurden die Frontscheinwerfer und Heckleuchten überarbeitet und dem aktuellen Markendesign angepasst.
Wie bei vielen Citroën-Modellen erfolgte die Ablösung des Saxo in zwei Schritten. Zunächst kam im Frühjahr 2002 der C3 als Ersatz für den fünftürigen Saxo auf den Markt. Dennoch wurde der Saxo fast zwei Jahre nach dem Erscheinen des C3 als günstige Einstiegsvariante im Programm behalten. Im Herbst 2003 folgte der C2 auf der verkürzten Plattform des C3, der ausschließlich als Dreitürer lieferbar war und damit den dreitürigen Saxo ablöste.

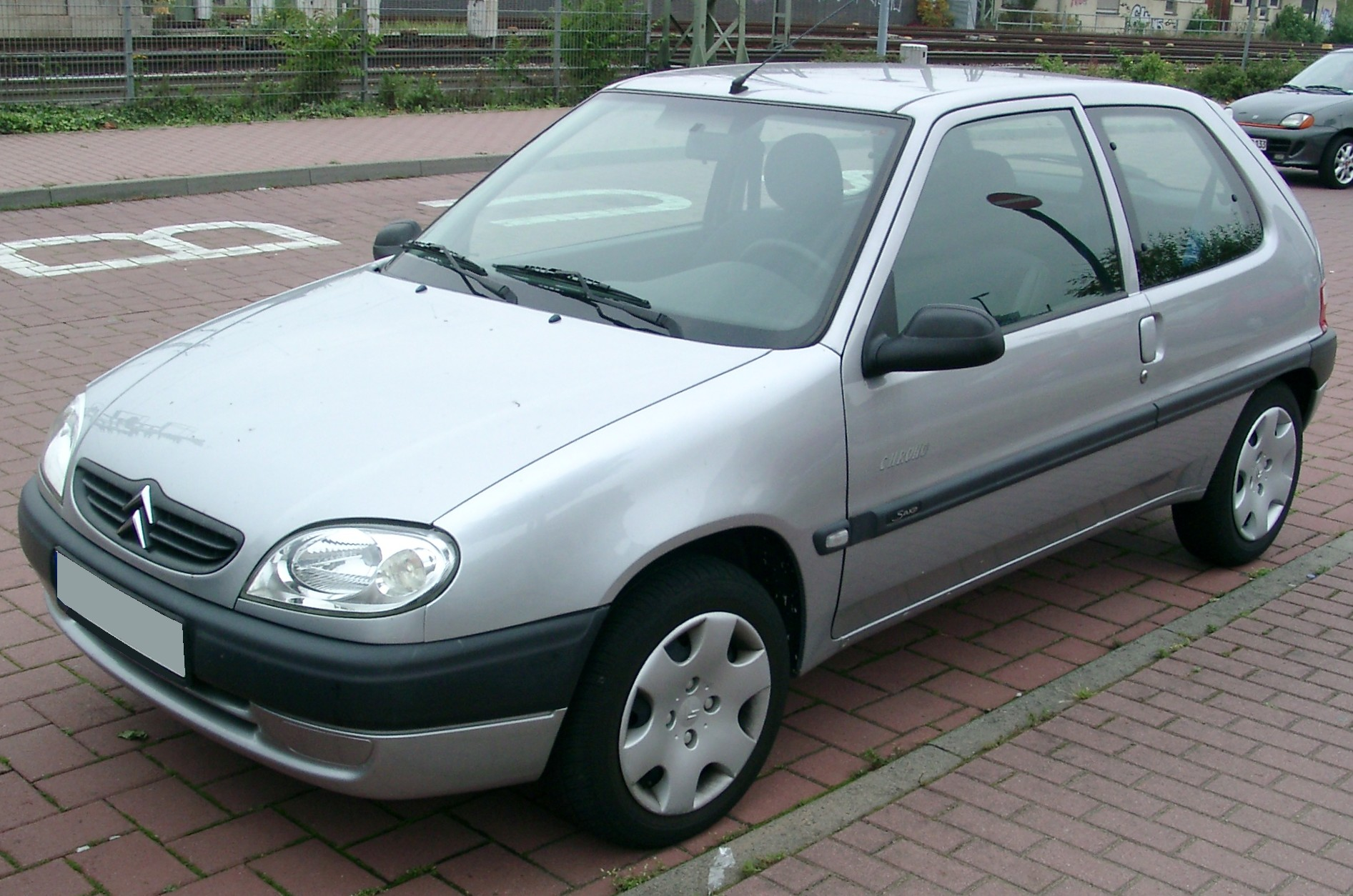
Citroën Saxo Dreitürer (1999–2003)
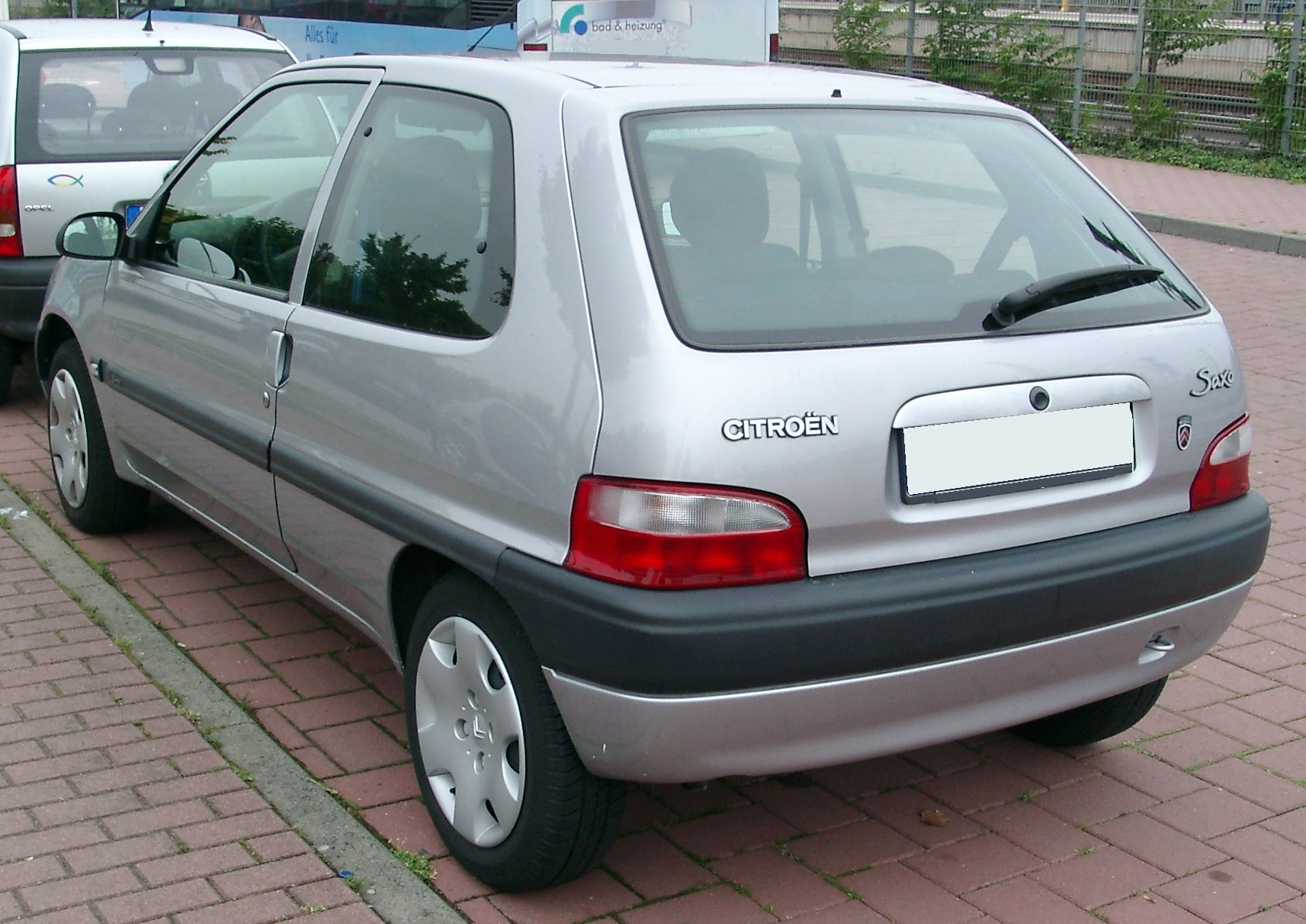
Heckansicht
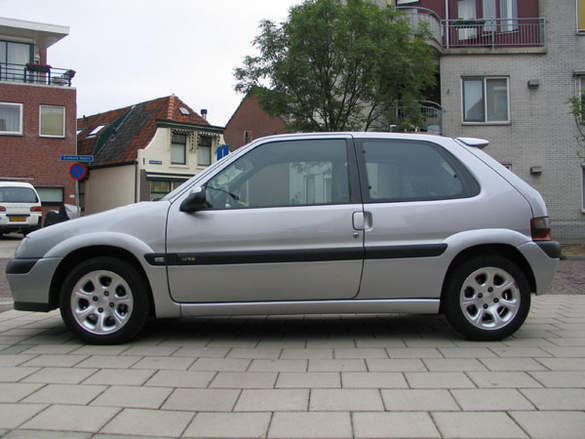
Citroën Saxo VTS

## Motoren
|                                            | 1.0i                       | 1.1i                           | 1.1i                   | 1.4i                       | 1.4i                           | 1.6i                       | 1.6i                   | 1.6i 16V                | 1.5 D                    | électrique             |
| ------------------------------------------ | -------------------------- | ------------------------------ | ---------------------- | -------------------------- | ------------------------------ | -------------------------- | ---------------------- | ----------------------- | ------------------------ | ---------------------- |
| Bauzeitraum                                | 02/1996–09/2000            | 02/1996–09/2000                | 09/2000–09/2003        | 02/1996–09/2000            | 09/2000–09/2003                | 02/1996–09/2000            | 09/2000–09/2003        | 02/1996–09/2003         | 02/1996–09/2003          | 02/1996–09/2003        |
| Motorkenndaten                             |                            |                                |                        |                            |                                |                            |                        |                         |                          |                        |
| Motorkennung                               | TU9 ML/Z                   | TU1 M/Z                        | TU1 JP                 | TU3 JP                     | TU3 JP                         | TU5 JP                     | TU5 JP                 | TU5 J4                  | TUD5                     | ZAA                    |
| Motorart                                   | Ottomotor                  | Ottomotor                      | Ottomotor              | Ottomotor                  | Ottomotor                      | Ottomotor                  | Ottomotor              | Ottomotor               | Dieselmotor              | Elektromotor           |
| Motorbauart                                | R4                         | R4                             | R4                     | R4                         | R4                             | R4                         | R4                     | R4                      | R4                       | Gleichstrommotor       |
| Anzahl Ventile pro Zylinder                | 2                          | 2                              | 2                      | 2                          | 2                              | 2                          | 2                      | 4                       | 2                        | –                      |
| Ventilsteuerung                            | OHC                        | OHC                            | OHC                    | OHC                        | OHC                            | OHC                        | OHC                    | DOHC                    | OHC                      | –                      |
| Nockenwellenantrieb                        | Zahnriemen                 | Zahnriemen                     | Zahnriemen             | Zahnriemen                 | Zahnriemen                     | Zahnriemen                 | Zahnriemen             | Zahnriemen              | Zahnriemen               | –                      |
| Gemischaufbereitung                        | Saugrohreinspritzung       | Saugrohreinspritzung           | Saugrohreinspritzung   | Saugrohreinspritzung       | Saugrohreinspritzung           | Saugrohreinspritzung       | Saugrohreinspritzung   | Saugrohreinspritzung    | Wirbelkammereinspritzung | –                      |
| Motoraufladung                             | –                          | –                              | –                      | –                          | –                              | –                          | –                      | –                       | –                        | –                      |
| Kühlung                                    | Wasserkühlung              | Wasserkühlung                  | Wasserkühlung          | Wasserkühlung              | Wasserkühlung                  | Wasserkühlung              | Wasserkühlung          | Wasserkühlung           | Wasserkühlung            | –                      |
| Bohrung × Hub                              | 70,0 mm × 62,0 mm          | 72,0 mm × 69,0 mm              | 72,0 mm × 69,0 mm      | 75,0 mm × 77,0 mm          | 75,0 mm × 77,0 mm              | 78,5 mm × 82,0 mm          | 78,5 mm × 82,0 mm      | 78,5 mm × 82,0 mm       | 77,0 mm × 82,0 mm        | –                      |
| Hubraum                                    | 954 cm³                    | 1124 cm³                       | 1124 cm³               | 1361 cm³                   | 1361 cm³                       | 1587 cm³                   | 1587 cm³               | 1587 cm³                | 1527 cm³                 | –                      |
| Verdichtungsverhältnis                     | 9,4 : 1                    | 9,4 : 1                        | 9,7 : 1                | 10,2 : 1                   | 10,2 : 1                       | 9,6 : 1                    | 9,6 : 1                | 10,8 : 1                | 23,0 : 1                 | –                      |
| max. Leistung bei min−1                    | 37 kW (50 PS) (1) bei 6000 | 44 kW (60 PS) (2) (3) bei 6200 | 44 kW (60 PS) bei 5500 | 55 kW (75 PS) bei 5500     | 55 kW (75 PS) bei 5500         | 65 kW (88 PS) bei 5500     | 72 kW (98 PS) bei 5700 | 87 kW (118 PS) bei 6600 | 42 kW (57 PS) 2 bei 5000 | 20 kW (27 PS) bei 1600 |
| max. Drehmoment bei min−1                  | 74 Nm bei 3700             | 88 Nm (3) bei 3800             | 94 Nm bei 3500         | 113 Nm bei 3400            | 120 Nm bei 3400                | 135 Nm bei 3000            | 135 Nm bei 3000        | 145 Nm bei 5200         | 95 Nm bei 2250           | 127 Nm bei 1600        |
| Kraftübertragung                           |                            |                                |                        |                            |                                |                            |                        |                         |                          |                        |
| Antrieb                                    | Vorderradantrieb           | Vorderradantrieb               | Vorderradantrieb       | Vorderradantrieb           | Vorderradantrieb               | Vorderradantrieb           | Vorderradantrieb       | Vorderradantrieb        | Vorderradantrieb         | Vorderradantrieb       |
| Getriebe, serienmäßig                      | 5-Gang-Schaltgetriebe      | 5-Gang-Schaltgetriebe          | 5-Gang-Schaltgetriebe  | 5-Gang-Schaltgetriebe      | 5-Gang-Schaltgetriebe          | 5-Gang-Schaltgetriebe      | 5-Gang-Schaltgetriebe  | 5-Gang-Schaltgetriebe   | 5-Gang-Schaltgetriebe    | –                      |
| Getriebe, optional                         | –                          | –                              | –                      | 3-Stufen-Automatikgetriebe | 3-Stufen-Automatikgetriebe     | 3-Stufen-Automatikgetriebe | –                      | –                       | –                        | –                      |
| Messwerte                                  |                            |                                |                        |                            |                                |                            |                        |                         |                          |                        |
| Höchstgeschwindigkeit                      | 149 km/h                   | 162 km/h (3)                   | 164 km/h               | 175 km/h (166 km/h)        | 175 km/h [177 km/h] (166 km/h) | 185 km/h (176 km/h)        | 193 km/h               | 205 km/h                | 158 km/h                 | 95 km/h                |
| Beschleunigung, 0–100 km/h                 | 19,1 s                     | 15,3 s (3)                     | 14,9 s                 | 12,9 s (17,0 s)            | 12,8 s (17,0 s)                | 11,6 s (12,5 s)            | 10,5 s                 | 8,7 s                   | 18,3 s                   | –                      |
| Kraftstoffverbrauch auf 100 km, kombiniert | 6,2 l S                    | 6,5 l S                        | 6,1 l S                | 6,5 l S (7,9 l S)          | 6,2 l S [6,4 l S] (7,5 l S)    | 7,3 l S (9,4 l S)          | 6,7 l S                | 8,1 l S                 | 5,2 l D                  | –                      |
| CO2-Emission, kombiniert                   | 149 g/km                   | 155 g/km                       | 145 g/km               | 160 g/km (195 g/km)        | 148 g/km [152 g/km] (177 g/km) | 178 g/km                   | 159 g/km               | 194 g/km                | 138 g/km                 | –                      |

- Werte in runden Klammern („( )“) gelten für Fahrzeuge mit Automatikgetriebe
- Werte in eckigen Klammern („[ ]“) gelten für Fahrzeuge mit VTS-Ausstattung

## Saxo électrique
Wie schon beim AX gab es bis 2003 den Saxo auch als elektrisch angetriebene Variante.
Diese verfügte über einen 11-kW-Gleichstrommotor mit separater Erregung und Rekuperation, der eine Höchstgeschwindigkeit von 91 km/h erlaubte. Seine Reichweite betrug etwa 120 km. Die Antriebsbatterien mit einer Spannung von 120 Volt und einer Ladekapazität von 100 Ah von Saft waren im Motorraum und im Unterboden verteilt, wodurch der Innenraum erhalten blieb. Der Energieverbrauch wird mit 18 kWh/100 km angegeben. Bedingt durch die Gewichtszunahme – das Leergewicht beträgt 1085 kg gegenüber den konventionell angetriebenen Modellen – war der Électrique nur für vier Personen zugelassen.
Das Schweizer Unternehmen Texx AG baute Akkumulatoren der neuesten Lithium-Technologie in einen bis auf die Akkumulatoren und Ladelogik serienmäßigem Saxo ein und fuhr mit diesem im Juni 2009 von Göschenen (Schweiz) bis nach Genua am Mittelmeer, also über 300 km, ohne Ladestopp. Dank ihrer eigens entwickelten vollautomatischen Ladelogik können die Akkumulatoren in rund 150 min wieder voll aufgeladen werden.
Beide Typen – AX und Saxo électrique – wurden zusammen nur etwa 2800-mal gebaut und nur in geringen Stückzahlen nach Deutschland exportiert, unter anderem für die Fahrzeugflotte der Hamburger Elektrizitätswerke.

## Saxo VTS 1.6l 16V Compresseur / Saxo bemani
2002 wurde von der Schweizer Firma bemani motorenbau AG der Citroën Saxo zusammen mit dem Peugeot 106 mit einer Leistung von 120 kW (163 PS) und einem Drehmoment von 217 Nm vorgestellt. Mittels eines von bemani entwickelten Kompressorsystems konnte ein Beschleunigungswert von 6,3 Sekunden von 0–100 km/h erzielt werden.

## Einstufung im französischen Steuer- und Versicherungssystem
Der kleinste Benziner und der Diesel hatten 4 CV, der 1,4-Liter-Motor 5 und 6 CV, während der 1,6-Liter mit 8 Ventilen auch nur 6 CV hatte, der 16-Ventiler dagegen sogar 8 CV.